# Tom Farrell
Tom Farrell, född 18 januari 1944 i New York, är en amerikansk före detta friidrottare.
Farrell blev olympisk bronsmedaljör på 800 meter vid sommarspelen 1968 i Mexico City.